# María Marco
María Violante Marco García, conocida deportivamente como Beni (Zaragoza, 16 de agosto de 1972) es una exjugadora y entrenadora de futbol española.

## Biografía
Marco nació en Zaragoza el 16 de agosto de 1972.En 1996, jugaba en el equipo de fútbol sala del Instituto de Enseñanza Secundaria Medina Albaida. Un año más tarde, junto con David Magaña –entrenador y presidente del equipo hasta 2005–, crearon el Inter Aragón Winter Garden de fútbol 11. En esa temporada lograron ser campeonas de Aragón de fútbol sala en categoría juvenil y, en la siguiente, consiguieron el ascenso a Primera Nacional Femenina de fútbol 11 (segunda categoría estatal). 
Marco había llegado al club en su primer año en Nacional y, con 32 años, era la mayor del equipo: “Después de estar tres años en el Corella (Navarra), Magaña le llamó cuatro días antes de empezar la liga en Primera Nacional (2002-2003) 
"¿Por qué el Real Zaragoza (estando en Segunda) juega en La Romareda (que es municipal) y ellas en Primera jugaban en el Pedro Sancho y pagando? Entrenaban sólo físico dos días en el Parque Grande y los viernes disponíamos de medio campo para entrenar con balón”.
Años después, Beni tomó el relevo de Maria Luisa Monzón y Teresa Lorente como representante de Aragón en las filas de la selección. Ella tampoco llegó a disputar ningún torneo internacional, pero, como el resto de sus compañeras, se llevó el recuerdo de haber contribuido a sentar las bases del fútbol femenino español.
En noviembre de 2019, la federación, se acordó de las pioneras que se atrevieron a jugar al fútbol cuando esta les daba la espalda y organizó un homenaje en su sede, en Las Rozas (Madrid), para agradecer el camino que las futbolistas habían empezado a labrar hacía casi cinco décadas.
En la temporada 2022/2023 fue entrenadora del Montearagón  A.D.A. ALEVÍN 8.

## Trayectoria
Equipos en los que ha jugado:
| Temporada | Edad    | Equipo        |
| 1999/2000 | 27 años | Corellano     |
| 1999/2000 | 27 años | Primer equipo |
| 2000/2001 | 28 años | Corellano     |
| 2000/2001 | 28 años | Primer equipo |
| 2001/2002 | 29 años | Corellano     |
| 2001/2002 | 29 años | Primer equipo |
| 2002/2003 | 30 años | Zaragoza CFF  |
| 2002/2003 | 30 años | Primer equipo |
| 2003/2004 | 31 años | Zaragoza CFF  |
| 2003/2004 | 31 años | Primer equipo |
| 2004/2005 | 32 años | Zaragoza CFF  |
| 2004/2005 | 32 años | Primer equipo |
| 2005/2006 | 33 años | Zaragoza CFF  |
| 2005/2006 | 33 años | Primer equipo |
| 2006/2007 | 34 años | San Juan AD   |
| 2006/2007 | 34 años | Primer equipo |
| 2009/2010 | 37 años | Movera        |
| 2009/2010 | 37 años | Primer equipo |
| 2010/2011 | 38 años | Movera        |
| 2010/2011 | 38 años | Primer equipo |
| 2013/2014 | 41 años | Peñaflor      |
| 2013/2014 | 41 años | Primer equipo |
| 2014/2015 | 42 años | Peñaflor      |
| 2014/2015 | 42 años | Primer equipo |